# Pastor Troy
Міка Левар Трой (англ. Micah LeVar Troy), більш відомий під псевдонімом Pastor Troy — американський репер, учасник гурту D.S.G.B.» (Down South Georgia Boys).

## Ранні роки
Батько виконавця, Альфред Трой — американець гаїтянського походження, пастор, колишній інструктор зі стройової підготовки. Трой закінчив Кріксайдську середню школу й вступив до Коледжу Пейн, в Оґасті, щоб стати викладачем історії.

## Кар'єра
Дебютний студійний альбом We Ready (I Declare War) вийшов у 1999. Репер узяв участь у записі пісні «Get Off Me» з платівки Ludacris Back for the First Time, «Throw It Up» з платівки Lil Jon Kings of Crunk. За свою кар'єру мав конфлікти з Master P, Lil Scrappy, The BME Click і Sno. «Are We Cuttin'» з Universal Soldier (2002) потрапила до саундтреку фільму xXx. Universal Soldier дебютував на 13-ій сходинці Billboard 200. У 2003 Pastor Troy з'явився на платівці Young Jeezy Come Shop wit' Me (трек «GA»).
Після виходу By Any Means Necessary Трой завершив співпрацю з Universal через творчі розбіжності. Репер випустив Face Off, Part II, який містив нові композиції, диси на Lil Scrappy й BME та кілька перероблених старих хітів. У 2005 разом з Killer Mike з'явився на «Southern Takeover» з альбому Chamillionaire The Sound of Revenge.
Stay Tru посів 150-ту позицію чарту Billboard 200 з результатом у 6 тис. проданих копій за перший тиждень. У 2012 знявся у стрічці «We Was Homeboyz».
3 листопада 2015 видано мікстейп War in ATL, 29 листопада — студійний альбом War in ATL. Останній став приступним для безплатного завантаження ексклюзивно через офіційний додаток репера на Google Play.

## Дискографія

### Студійні альбоми
| Назва                              | Деталі альбому                                                                     | Найвищі чартові позиції | Найвищі чартові позиції | Найвищі чартові позиції | Найвищі чартові позиції |
| Назва                              | Деталі альбому                                                                     | США                     | R&B                     | Rap                     | Ind                     |
| ---------------------------------- | ---------------------------------------------------------------------------------- | ----------------------- | ----------------------- | ----------------------- | ----------------------- |
| We Ready (I Declare War)           | - Випущений: 16 березня 1999 - Лейбл: Madd Society Records/Candy Coated Management | —                       | 45                      | —                       | —                       |
| I Am D.S.G.B.                      | - Випущений: 12 вересня 2000 - Лейбл: MCA Records                                  | —                       | —                       | —                       | —                       |
| Face Off                           | - Випущений: 22 травня 2001 - Лейбл: Madd Society Records/Universal                | 83                      | 13                      | —                       | —                       |
| Hell 2 Pay                         | - Випущений: 1 січня 2002 - Лейбл: Madd Society Records/Universal Records          | —                       | —                       | —                       | —                       |
| Universal Soldier                  | - Випущений: 24 вересня 2002 - Лейбл: Universal                                    | 13                      | 2                       | —                       | —                       |
| By Any Means Necessary             | - Випущений: 23 березня 2004 - Лейбл: Universal Records                            | 30                      | 7                       | —                       | —                       |
| Face Off, Part II                  | - Випущений: 1 березня 2005 - Лейбл: Money & Power Records                         | 112                     | 18                      | —                       | 4                       |
| Stay Tru                           | - Випущений: 18 квітня 2006 - Лейбл: SMC Recordings, 845 Entertainment             | 150                     | 21                      | 12                      | 15                      |
| By Choice or by Force              | - Випущений: 25 липня 2006 - Лейбл: Koch Records/Money & Power Records/Fastlife    | 130                     | 13                      | —                       | 9                       |
| Tool Muziq                         | - Випущений: 3 липня 2007 - Лейбл: SMC Recordings/Money & Power Records            | 91                      | 11                      | 4                       | 9                       |
| Attitude Adjuster                  | - Випущений: 19 лютого 2008 - Лейбл: Real Talk Entertainment                       | 116                     | 15                      | 4                       | 14                      |
| A-Town Legend                      | - Випущений: 13 травня 2008 - Лейбл: Siccness Records                              | —                       | 38                      | —                       | —                       |
| TROY                               | - Випущений: 18 листопада 2008 - Лейбл: Madd Society Records                       | —                       | 26                      | —                       | —                       |
| Feel Me or Kill Me                 | - Випущений: 14 квітня 2009 - Лейбл: SMC Recordings/Money & Power Records          | 121                     | 19                      | —                       | 10                      |
| Ready for War                      | - Випущений: 9 червня 2009 - Лейбл: Real Talk Entertainment                        | —                       | 52                      | —                       | —                       |
| Love Me, Hate Me                   | - Випущений: 28 липня 2009 - Лейбл: Siccness Records                               | —                       | —                       | —                       | —                       |
| G.I. Troy — Strictly 4 My Soldiers | - Випущений: 16 лютого 2010 - Лейбл: Madd Society Records                          | —                       | 87                      | —                       | —                       |
| Zero Tolerence                     | - Випущений: 25 травня 2010 - Лейбл: Modo & Big Kanaka                             | —                       | —                       | —                       | —                       |
| Attitude Adjuster 2                | - Випущений: 15 червня 2010 - Лейбл: Real Talk Entertainment                       | —                       | 78                      | —                       | —                       |
| King of All Kings                  | - Випущений: 3 серпня 2010 - Лейбл: Madd Society Records                           | —                       | 64                      | —                       | —                       |
| Still Troy                         | - Випущений: 15 березня 2011 - Лейбл: Turned Up Entertainment                      | —                       | —                       | —                       | —                       |
| H.N.I.C.                           | - Випущений: 5 квітня 2011 - Лейбл: Siccness Records                               | —                       | —                       | —                       | —                       |
| The Last Outlaw                    | - Випущений: 19 червня 2012 - Лейбл: Madd Society Records                          | —                       | 54                      | —                       | —                       |
| The Streets Need You...            | - Випущений: 30 липня 2013 - Лейбл: Madd Society Records                           | —                       | 65                      | —                       | —                       |
| Welcome to the Rap Game            | - Випущений: 7 жовтня 2014 - Лейбл: Madd Society Records                           | —                       | —                       | —                       | —                       |
| War in ATL                         | - Випущений: 27 листопада 2015 - Лейбл: Madd Society Records                       | —                       | —                       | —                       | —                       |

### Мікстейпи, компіляції
- 2000: Pastor Troy for President
- 2001: A Thin Line Between the Playaz and the Hataz
- 2002: Revelations
- 2004: I Am American (презентовано: Lil Jon та Pastor Troy)
- 2005: Hood Hustlin': The Mix Tape, Vol. 1 (разом з Nino з P.K.O.)
- 2005: Hood Hustlin': The Mix Tape, Vol. 2 (разом з Nino з P.K.O.) (Slowed & Chopped)
- 2006: Down South Hood Hustlin (разом з Nino з P.K.O.)
- 2009: Still No Play in Georgia (Best Of)
- 2009: Ready for War (The P.T. Mixes)
- 2010: Crown Royal
- 2010: The Best of Pastor Troy (Vol.1)
- 2010: The Best of Pastor Troy (Vol.2)
- 2011: Crown Royal 2
- 2013: Crown Royal Legend
- 2014: Crown Royal 4
- 2014: Crown Royal 5
- 2015: Crown Royal 6
- 2015: War in ATL

### Спільні альбоми
| Рік  | Назва                                            | Найвищі чартові позиції | Найвищі чартові позиції | Найвищі чартові позиції |
| Рік  | Назва                                            | США                     | US R&B                  |                         |
| ---- | ------------------------------------------------ | ----------------------- | ----------------------- | ----------------------- |
| 2000 | Book I (разом з The Congregation)                | 102                     | 19                      |                         |
| 2006 | Atlanta 2 Memphis (разом з Criminal Manne)       | —                       | 88                      |                         |
| 2008 | A.T.L. (A-Town Legend V.2) (разом з Lumberjacks) | —                       | 73                      |                         |
| 2015 | The Road Warriors (разом з Playa Fly)            | —                       | —                       |                         |

### У складі D.S.G.B.
| Рік  | Назва                | Найвищі чартові позиції | Найвищі чартові позиції | Найвищі чартові позиції |
| Рік  | Назва                | США                     | US R&B                  |                         |
| ---- | -------------------- | ----------------------- | ----------------------- | ----------------------- |
| 2001 | The Last Supper      | —                       | —                       |                         |
| 2003 | Til Death Do Us Part | —                       | 42                      |                         |

### Сингли
| Рік  | Назва                                              | US Hot 100 | US R&B | Альбом                   |
| ---- | -------------------------------------------------- | ---------- | ------ | ------------------------ |
| 1999 | «No Mo Play in G.A.»                               | —          | —      | We Ready (I Declare War) |
| 2001 | «This tha City»                                    | —          | —      | Face Off                 |
| 2002 | «Vica Versa» (за участі Peter the Disciple)        | —          | 21     | Face Off                 |
| 2002 | «Are We Cuttin'» (за участі Ms. Jade)              | 96         | 47     | Universal Soldier        |
| 2003 | «You Can't Pimp Me» (за участі Peter the Disciple) | —          | —      | Universal Soldier        |
| 2004 | «Ridin' Big»                                       | —          | 91     | By Any Means Necessary   |
| 2006 | «Pop a Few Bottles» (за участі Rasheeda)           | —          | —      | By Choice or by Force    |
| 2007 | «Saddam»                                           | —          | —      | Tool Muziq               |
| 2008 | «Heaven Is Below»                                  | —          | —      | A.T.L. (A-Town Legend)   |
| 2009 | «I Want War»                                       | —          | —      | Feel Me or Kill Me       |
| 2009 | «Comin wit Me»                                     | —          | —      | Ready for War            |
| 2011 | «Dirty Atlanta» (за участі Ralph)                  | —          | —      | Still Troy               |
| 2011 | «Ain't Gangsta No Moe»                             | —          | —      | Still Troy               |
| 2014 | «We Represent Dat» (разом з Lil Jazz)              | —          | —      |                          |

#### У складі D.S.G.B.
- 2003: «D.S.G.B.»

## Список спродюсованих пісень

### Pastor Troy
- Book I (Pastor Troy та The Congregation):

«Havin' a Bad Day»
- Face Off:

«Face Off — Intro»
«This tha City»

«My Niggaz Is the Grind»

«Move to Mars»

«Throw Your Flags Up»

«No Mo Play in GA»

«Eternal Yard Dash» разом з Big Toombs

«Prayer»

«Oh Father»
- Universal Soldier

«Intro»

«Universal Soldier»

«Bless America»

«Outro»
- Face Off (Part II):

«WWW (Who, Want, War)»

«Where Them Niggaz At»

«Respect Game»
- Stay Tru:

«Skit»

«Skit — Idol»
- By Choice or by Force:

«Murda Man 2»
- Tool Muziq:

«I'm Down»
- By Choice or by Force:

«Prayer» (Intro)

«Outro»

### D.S.G.B.
- The Last Supper:

«We Dem Georgia Boyz»

«My Folks»

«Brang Ya Army»

«Above the Law II»

«Southside»

«Repent»
- Til Death Do Us Part:

«Sittin' on Thangs» разом з Taj Mahal

«I'm Outside Ho (Skit)»

«I'm Outside Ho»

«Phone Call (Skit)»